# Portugees honkbalteam

De Portugese vlag

Het Portugees honkbalteam is het nationale honkbalteam van Portugal. Het team vertegenwoordigt Portugal tijdens internationale wedstrijden. Veel spelers van het team komen uit Portugese gemeenschappen in Canada, de Verenigde Staten of Venezuela. De manager van het team is de Nederlandse Nus Jurgens.
Het Portugees honkbalteam sloot zich in 1994 aan bij de Europese Honkbalfederatie (CEB), de continentale bond voor Europa van de IBAF.